# Óscar Cerén
Óscar Elías Cerén Delgado (Quezaltepeque, La Libertad, 26 de octubre de 1991) es un futbolista salvadoreño. Se desempeña en la posición de mediocampista y actualmente juega en el Alianza FC de la Liga Salvadoreña. Es hermano menor del futbolista Darwin Cerén. Ha sido seleccionado de su país.

## Clubes
Actualizado al último partido jugado el 21 de septiembre de 2024.
| Club Deportivo Juventud Independiente · El Salvador | 1.ª                 | 2011-12             | 30  | 6  | - | - | -  | - | 30  | 6  |
| Club Deportivo Juventud Independiente · El Salvador | 1.ª                 | 2012-13             | 38  | 4  | - | - | -  | - | 38  | 4  |
| Club Deportivo Juventud Independiente · El Salvador | 1.ª                 | 2013-14             | 39  | 10 | - | - | -  | - | 39  | 10 |
| Club Deportivo Juventud Independiente · El Salvador | Total               | Total               | 107 | 20 | 0 | 0 | 0  | 0 | 107 | 20 |
| Club Deportivo Águila · El Salvador                 | 1.ª                 | 2014-15             | 30  | 4  | - | - | -  | - | 30  | 4  |
| Club Deportivo Águila · El Salvador                 | Total               | Total               | 30  | 4  | 0 | 0 | 0  | 0 | 30  | 4  |
| Asociación Deportiva Isidro Metapán · El Salvador   | 1.ª                 | 2015-16             | 45  | 8  | - | - | 3  | 0 | 48  | 8  |
| Asociación Deportiva Isidro Metapán · El Salvador   | Total               | Total               | 45  | 8  | 0 | 0 | 3  | 0 | 48  | 8  |
| Alianza Fútbol Club · El Salvador                   | 1.ª                 | 2016-17             | 52  | 12 | - | - | 4  | 0 | 56  | 12 |
| Alianza Fútbol Club · El Salvador                   | 1.ª                 | 2017-18             | 46  | 9  | - | - | 3  | 0 | 49  | 9  |
| Alianza Fútbol Club · El Salvador                   | 1.ª                 | 2018-19             | 49  | 13 | - | - | 2  | 0 | 51  | 13 |
| Alianza Fútbol Club · El Salvador                   | 1.ª                 | 2019-20             | 26  | 4  | - | - | 10 | 1 | 36  | 5  |
| Alianza Fútbol Club · El Salvador                   | 1.ª                 | 2020-21             | 12  | 0  | - | - | -  | - | 12  | 0  |
| Alianza Fútbol Club · El Salvador                   | 1.ª                 | 2021-22             | 32  | 3  | - | - | -  | - | 32  | 3  |
| Alianza Fútbol Club · El Salvador                   | Total               | Total               | 217 | 41 | 0 | 0 | 19 | 1 | 236 | 42 |
| Asociación Deportiva Isidro Metapán · El Salvador   | 1.ª                 | 2022-23             | 17  | 1  | - | - | -  | - | 17  | 1  |
| Asociación Deportiva Isidro Metapán · El Salvador   | Total               | Total               | 17  | 1  | 0 | 0 | 0  | 0 | 17  | 1  |
| Club Deportivo Águila · El Salvador                 | 1.ª                 | 2023-24             | 13  | 0  | - | - | -  | - | 13  | 0  |
| Club Deportivo Águila · El Salvador                 | 1.ª                 | 2024-25             | 5   | 0  | - | - | 1  | 0 | 6   | 0  |
| Club Deportivo Águila · El Salvador                 | Total               | Total               | 18  | 0  | 0 | 0 | 1  | 0 | 19  | 0  |
| Club Deportivo Cacahuatique · El Salvador           | 1.ª                 | 2025-26             |     |    |   |   |    |   |     |    |
| Club Deportivo Cacahuatique · El Salvador           | Total               | Total               | 0   | 0  | 0 | 0 | 0  | 0 | 0   | 0  |
| Total en su carrera                                 | Total en su carrera | Total en su carrera | 434 | 74 | 0 | 0 | 23 | 1 | 457 | 75 |
| (2) No incluye goles en partidos amistosos.         |                     |                     |     |    |   |   |    |   |     |    |

Segunda División de El Salvador
| Club                                  | País        | Año         |
| ------------------------------------- | ----------- | ----------- |
| Club Deportivo Juventud Independiente | El Salvador | 2009 - 2011 |

### Selección nacional
| Selección                                      | Año                 | Partidos | Goles |
| ---------------------------------------------- | ------------------- | -------- | ----- |
| El Salvador Sub-20                             |                     |          |       |
| 2010                                           | 4                   | 0        |       |
| Total en su carrera                            | Total en su carrera | 4        | 0     |
| El Salvador                                    |                     |          |       |
| 2013                                           | 1                   | 0        |       |
| 2014                                           | 3                   | 1        |       |
| 2015                                           | 1                   | 0        |       |
| 2016                                           | 4                   | 0        |       |
| 2017                                           | 11                  | 0        |       |
| 2018                                           | 5                   | 2        |       |
| 2019                                           | 14                  | 2        |       |
| 2020                                           | 0                   | 0        |       |
| 2021                                           | 0                   | 0        |       |
| 2022                                           | 0                   | 0        |       |
| 2023                                           | 0                   | 0        |       |
| 2024                                           | 0                   | 0        |       |
| Total en su carrera                            | Total en su carrera | 39       | 5     |
| Estadísticas hasta el 19 de noviembre de 2019. |                     |          |       |

## Estadísticas

### Goles internacionales
| Núm. | Fecha                   | Lugar                                                 | Rival                | Gol   | Resultado | Competición                                     |
| ---- | ----------------------- | ----------------------------------------------------- | -------------------- | ----- | --------- | ----------------------------------------------- |
| 1    | 30 de agosto de 2014    | Estadio Cuscatlán, San Salvador, El Salvador          | República Dominicana | 2 - 0 | 2 - 0     | Amistoso internacional                          |
| 2    | 8 de septiembre de 2019 | Blakes States Stadium, Lookout, Montserrat            | Montserrat           | 1 - 1 | 2 - 1     | Clasificatorias para Liga de Naciones 2019 - 20 |
| 3    | 8 de septiembre de 2019 | Blakes States Stadium, Lookout, Montserrat            | Montserrat           | 2 - 1 | 2 - 1     | Clasificatorias para Liga de Naciones 2019 - 20 |
| 4    | 7 de marzo de 2019      | Banc of Carolina Stadium, Los Ángeles, Estados Unidos | Guatemala            | 1 - 0 | 3 - 1     | Amistoso internacional                          |
| 5    | 27 de marzo de 2019     | Robert F. Kenedy Stadium, Washington, Estados Unidos  | Perú                 | 2 - 0 | 2 - 0     | Amistoso internacional                          |

## Palmarés
| Título               | Club                | País        | Año  |
| -------------------- | ------------------- | ----------- | ---- |
| Torneo Apertura 2017 | Alianza Fútbol Club | El Salvador | 2017 |
| Torneo Clausura 2018 | Alianza Fútbol Club | El Salvador | 2018 |
| Torneo Apertura 2019 | Alianza Fútbol Club | El Salvador | 2019 |

- Datos: Q8078804